# 1432 Ethiopia
1432 Ethiopia este un asteroid din centura principală, descoperit pe 1 august 1937, de Cyril Jackson.